# IC 4696
IC 4696 ist eine Spiralgalaxie vom Hubble-Typ Sbc im Sternbild Pfau am Südsternhimmel. Sie ist schätzungsweise 204 Millionen Lichtjahre von der Milchstraße entfernt und hat einen Durchmesser von etwa 150.000 Lichtjahren. Vermutlich bildet sie gemeinsam mit PGC 320050 ein gravitativ gebundenes Galaxienpaar. Sie gilt als Mitglied der 31 Galaxien zählenden IC 4765-Gruppe (LGG 422).
Das Objekt wurde am 19. Juli 1901 von DeLisle Stewart entdeckt.